# 부여궁
부여궁(扶餘躬, ? ~ ?)은 백제 의자왕의 서자이다. 그러나 궁(躬)이 실제 이름인지는 논란이 있다.

## 설명
660년 7월(음력) 나당연합군이 백제의 수도 사비(지금의 충청남도 부여군)로 몰려오고 있었다. 이때 《삼국사기》〈무열왕조〉에는 “王庶子躬與佐平六人謂前乞罪又揮之”란 구절이 있는데, 여기서 躬(궁)을 ‘몸소, 친히, 스스로’란 뜻의 부사로 볼지 사람 이름으로 볼지 논란이 있다. 이를 반영하면 ‘의자왕의 서자가 몸소 좌평(佐平) 6인과 함께 (소정방에게) 나아가 죄를 빌었으나 또 내쳐졌다’로 해석할 수 있으나, 일반적으로는 사람 이름으로 본다.

## 같이 보기
- 신라의 백제 정벌
- 한국어 문법
- 안함로

## 참고 문헌
- 《삼국사기》5권 신라본기 제5 태종무열왕 7년 7월(음력)